# NGAD
NGAD (Next-Generation Air Dominance) — совместный проект ВВС США и авиастроительных компаний США по созданию истребителя шестого поколения.

## История
В рамках этой программы построен первый лётный образец перспективного самолёта, предназначенный для проведения предварительных лётных испытаний и отработки основных технологий. Самолёт уже совершил свой первый полёт (подтверждений этому нет).
Первый лётный образец был спроектирован полностью с помощью цифровых технологий. Это означает, что полноценный прототип с полным набором оборудования может появиться в ближайшие годы.
На данный момент осуществляются испытания и доводка различного бортового оснащения для этого самолёта.
Работы по программе NGAD остаются засекреченными. Участники разработки лётного образца не известны, также остались неизвестными стоимость проекта и дата начала испытаний.
Тем не менее указана текущая стадия работ: программа находится на этапе принятия решений. Сейчас ВВС должны выбрать наиболее удачный из предложенных проектов и обеспечить его дальнейшее развитие. Также требуется определить нужное количество самолётов и финансовые возможности. Закупки новых NGAD удастся начать не ранее 2022 финансового года – бюджет на следующий финансовый год уже не предусматривает такие траты.
Пока неизвестно, является ли образец пилотируемым или беспилотным самолётом. По сообщениям  СМИ США, он, скорее всего, будет использоваться для тестирования технологий и мероприятий, направленных на снижение риска и для подтверждения концепций, которые могут лечь в основу структуры NGAD.
В прессе отмечается, что в последнее время значительно увеличилось количество испытательных полётов на юго-западе США, что, по крайней мере, частично может быть связано с программой NGAD.
Если данный проект завершится с желаемыми результатами, то ВВС США могут рассчитывать на более дешёвое и быстрое обновление своей материальной части с понятными результатами в контексте боеспособности.
27 июля 2023 года Northrop Grumman объявила, что не будет участвовать в конкурсе на поставку NGAD.

## Конструкция
Самолёт будет использовать два двигателя, разрабатываемые по программе AETP (Adaptive Engine Transition Program). В рамках этой программы по состоянию на 2021 год создаются General Electric XA100 и Pratt & Whitney XA101.